# Yeongam
Yeongam (Yeongam-gun) és una regió de la província de Jeolla del Sud, a Corea del Sud. La seva capital és Yeongam-eup.

## Ciutats agermanades
- Yeongdeungpo-gu (1995)
- Sancheong-gun (1998)
- Huchou (2003)
- Hirakata